# Montreux-i Jazz Fesztivál
A Montreux-i Jazz Fesztivált Claude Nobs  (1936-2013) hozta létre. Nobs, aki rajongott a dzsesszért, idegenforgalmi igazgató volt Montreux-ben. 1967-ben rendezte ott meg az első dzsesszfesztivált, amelyen többek között Keith Jarrett és Jack DeJohnette is fellépett.
Nobs kapcsolatai és lelkesedése révén évről évre egyre több zenészt, sok híres embert vonzott Montreux-be. Idővel a dzsessz mellett a blues, a gospel, a soul, majd a popzene is helyet kapott a fesztiválon.
A fesztiválon az évek folyamán – komoly sikerrel – sok magyar zenész is részt vett.
A Montreux-i Jazz Fesztivál a világ egyik legfontosabb zenei fesztiváljává vált. A Live in Montreux hanglemezek sok millió példányban keltek el. Mintegy 5 000 órányi videóanyagot archiváltak. A Montreux Jazz Festival Library pedig körülbelül 10 000 felvételt tárol.
- A fellépők listája (angol Wikipédia)
- Hanglemezek (angol Wikipédia)